# Kirschblüten & Dämonen
Kirschblüten & Dämonen ist ein Filmdrama von Doris Dörrie aus dem Jahr 2019 und die Fortsetzung von Kirschblüten – Hanami (2008).

## Handlung
Zehn Jahre nach dem Tod seiner Eltern Trudi und Rudi ist das Leben von Karl Angermeier ein Chaos: Der ehemals erfolgreiche Banker ist arbeitslos und depressiv. Zu seiner Frau Anita und seiner Tochter Mia hat der Alkoholiker aufgrund seiner Sucht nur noch regulierten Kontakt unter staatlicher Aufsicht. Als er nach einem gescheiterten Versuch, seiner Tochter an deren Geburtstag nahe zu sein, erneut zur Flasche greift, steht plötzlich Yu vor seiner Tür, der er zuletzt nach der Trauerfeier für seinen Vater in Japan begegnet ist. In ihrem Bestreben, Karl aus seinem seelischen Tief zu führen, besucht Yu gemeinsam mit ihm sein verlassenes Elternhaus im ländlichen Schongau. Dort angekommen sieht Karl sich mit leibhaftigen Dämonen und Gespenstern konfrontiert, die ihn seit seiner eigenen, schwierigen Kindheit verfolgen. Immer wieder erscheinen ihm seine Eltern, die ihrem verängstigten Sohn mit Vorwürfen und Sorgen begegnen.
Bei einem gemeinsamen Besuch Schloss Neuschwansteins trifft Karl auf seine dort angestellte Schwägerin Emma, die selbst von Kummer geplagt ist: Seitdem ihr Mann Klaus als Mitglied einer rechtspopulistischen Partei als Regionalpolitiker Karriere macht, verbarrikadiert sich ihr liberaler Sohn Robert in seinem Zimmer, in der Hoffnung, so seinen Vater zu dessen Austritt aus der Partei zu bewegen. Als Klaus zu Hause auf seinen Bruder trifft, kommt es zu handfesten Streitigkeiten, worauf Karl aus dem Haus stürmt. Unterdessen nähern sich Karl und Yu, die ihn liebevoll umsorgt, stetig einander an. Als sie vor ihm tanzt und sich bis auf die Unterwäsche entkleidet, weist er ihre Avancen jedoch zurück und verweist auf seine Minderwertigkeitsgefühle. Wenig später vermutet Karl nach einer weiteren Halluzination, dass sein Neffe Suizid begehen will. In letzter Minute erreicht er das Haus seines Bruders, wo er Roberts Zimmertür aufbricht und diesen von seinem geplanten Selbstmord abhalten kann.
Auf dem Heimweg bleibt Karl volltrunken auf dem Waldboden liegen, wo er schwere Erfrierungen erleidet und später aufgefunden wird. Im Krankenhaus setzen die Ärzte seine Geschwister Karolin und Klaus darüber in Kenntnis, dass er nicht mehr selbständig atmen kann und nur noch mit Hilfe der Maschinen am Leben erhalten wird. Als sich die Familie zur Abschaltung der Geräte an Karls Krankenbett einfindet, zeigt dieser jedoch plötzlich wieder Regung und kann kurze Zeit später in die pflegende Obhut seiner Familie entlassen werden, die durch Karls Schicksal nach Jahren der Entfremdung erstmals wieder zueinander findet. Erst zu Hause erfährt Karl jedoch, dass ihm aufgrund seiner Erfrierungen sein Penis amputiert wurde. Orientierungslos flüchtet er nach Japan, wo er hofft, Yu wiederzufinden, die nach seinem Unfall verschwunden war. In einer Pension trifft er auf ihre Großmutter, die sich seiner annimmt und ihm wenig später offenbart, dass Yu bereits Jahre zuvor ihrer depressiven Mutter in den Tod gefolgt ist.

## Kritiken
Michael Meyns von Filmstarts bezeichnete Kirschblüten & Dämonen als „eine späte, ungewöhnliche Fortsetzung“. Dörries Inszenierung gehe „nicht immer reibungsfrei auf, bisweilen holpert die Verflechtung von bayerischer Bodenständigkeit und japanischer Spiritualität sogar gehörig. Doch Dörrie gelingt es trotzdem, selbst drastische Drehbuchwendungen ganz beiläufig und zwingend erscheinen zu lassen.“ Dörries neuester Ausflug nach Japan setze „ihren Erfolgsfilm Kirschblüten – Hanami mit der nächsten Generation der Familie Angermeier fort und setze dabei nicht immer ganz rumpelfrei, aber insgesamt doch meistens auf anregende Art typisch deutsche und typisch japanische Motive miteinander in Verbindung“.
„Kein Dörrie-Film vagabundierte bisher so sehr zwischen Surrealem und Realismus, schnitt die Zeitebenen ineinander, stülpte das innere Chaos der Hauptfigur in fragmentierten Bildern nach außen“, urteilte Christina Bylow in ihrer Rezension für die Berliner Zeitung. „Wenn Doris Dörrie Deutsche nach Japan schickt, lässt sie ihnen den nicht verstehenden Blick, die Konfusion. Sie macht sie zu Lernenden, gleich welchen Alters, und das scheint das einzige Gegenmittel zu dem, was alle diese Figuren quält: Angst ist der Klotz, der so vielen Dörrie-Figuren im Körper sitzt“.
Peter Osteried, Redakteur des Mediendienstes teleschau, befand, dass Kirschblüten & Dämonen ein gänzlich anderer Film als sein Vorgänger sei: „Einer, der versucht, die fernöstliche Spiritualität mit einer westlichen Geschichte zu kombinieren. Das ist ein interessanter, aber auch herausfordernder Ansatz, denn unterhaltsam im eigentlichen Sinne ist dieser Film, dessen Geschichte sich einer stringenten Erzählweise widersetzt, nicht wirklich“. Dörrie mache aus dieser Geschichte jedoch „mehr als nur einen Selbstfindungstrip. Dies ist vielmehr eine Geschichte, die einen übernatürlichen Touch hat, der aber schwer greifbar bleibt“. Man spüre, dass die Regisseurin lieber improvisiere, um Authentizität zu finden, „die sich nicht planen lässt“. Dies spüre man auch bei Kirschblüten & Dämonen, „der mit Digitalkamera gedreht wurde und die Eigenheiten dieses Formats zu nutzen weiß“. So spiele Dörrie etwa mit Bildverfremdungen.
Die Deutsche Film- und Medienbewertung (FBW) in Wiesbaden verlieh dem Film das Prädikat besonders wertvoll und schrieb: „Dörries Spielfilm ist keine einfache Kost. Und das liegt nicht an der Laufzeit von 111 Minuten, sondern an der Vielschichtigkeit und Komplexität des Dramas […] Dörrie erzählt spannend, aber nur selten linear […] Geschickt spielt Dörrie immer wieder mit der Bedeutung von Befreiung und Sexualität. Ihre Dramaturgie fordert, wirkt alptraumhaft-rauschhaft, niemals einfach. Kirschblüten & Dämonen verlangt hohe Konzentration von seinen Rezipienten. Das Drama lässt seine Zuschauer über lange Strecken als Suchende zurück. In jedem Bild, in jedem Motiv mag sich ein Schlüssel zum besseren Verständnis verbergen, doch es ist erst die Gänze des Gezeigten, die den Film zu dechiffrieren hilft […] Kirschblüten & Dämonen ist alles andere als ein eindimensionaler Film, Dörries Drama hat seine Zuschauer sicherlich auch noch Tage nach Sichtung im Griff“.